# 劉喬 (弘治進士)
劉喬（1465年—？），字世臣，浙江寧波府慈谿縣人，民籍，明朝政治人物。

## 生平
弘治八年（1495年）乙卯科浙江鄉試第六十五名舉人。弘治九年（1496年）聯捷丙辰科會試第二百五十七名，二甲第四十名進士。历官刑部主事，升郎中。正德五年（1510年）任吉安府知府，九年正月考察以不謹閑住。

## 家族
曾祖劉格；祖父劉㶴；父劉陞，母張氏。具慶下。